# Cat Ballou
Cat Ballou je američka western komedija iz 1965. s Jane Fonda i Lee Marvinom u glavnim ulogama. Film je snimljen po romanu The Ballad of Cat Ballou kojeg je napisao Roy Chanslor.

## Radnja
Oca učiteljica Catherine "Cat" Ballou (Jane Fonda)  ubija profesionalni ubojica sa srebrnom nosnom protezom kako bi se željeznička kompanija domogla njegovog imanja. Cat Ballou se udružuje sa skupinom ljudi izvan zakona i zapošljava pijanicu i revolveraša Kida Shelleena (Lee Marvin) da se izbori za njena prava.

## Uloge
- Jane Fonda kao Cat Ballou
- Lee Marvin kao Kid Shelleen/Tim Strawn
- Michael Calla] kao Clay Boone
- Dwayne Hickman kao Jed
- Nat King Cole kao lutalica
- Stubby Kaye kao lutalica

## O filmu
Lee Marvin je dobio Oscara za svoju duplu ulogu kao Kid Shelleen i Tim Strawn, ubojica sa srebrenim nosom. Poznata scena iz filma je kada pijani Shelleen sjedi na konju, a obojica i konj i jahač su naslonjeni na zid od opeke.
Dijelove radnje pričaju dvojica pjevača lutalica koje igraju Nat King Cole i Stubby Kaye, i koji pjevajući pričaju radnju u među-scenama.

## Vanjske poveznice
- Cat Ballou u internetskoj bazi filmova IMDb-a